# Estante de aço aramado
Estante de arame com quatro prateleiras cromadas
Estante de arame ou estante metálica de grade é um tipo de sistema de prateleiras feito com fios de aço dispostos em grade. Frequentemente empregadas em contextos comerciais e industriais, essas estantes são conhecidas por sua leveza, durabilidade e facilidade de montagem.

## Características
As estantes de arame consistem em prateleiras de metal com grades horizontais sustentadas por hastes verticais tubulares, geralmente também de aço. As prateleiras costumam ser ajustáveis em altura e podem ser montadas sem a necessidade de ferramentas especiais. A estrutura permite boa ventilação e visibilidade dos itens armazenados.
Os modelos mais comuns incluem prateleiras cromadas, pintadas ou revestidas com epóxi para maior resistência à corrosão. Os pés das colunas verticais geralmente possuem niveladores ajustáveis ou rodízios para facilitar a movimentação.

## História
As estantes de arame foram popularizadas pela empresa InterMetro Industries Corporation, que lançou o produto em 1965 sob o nome "Metro". Desde então, o design se espalhou globalmente, sendo utilizado em ambientes como cozinhas industriais, hospitais, escritórios, garagens e despensas domésticas.

## Aplicações
Essas estantes são amplamente utilizadas em:
- Cozinhas: para armazenar utensílios, ingredientes e equipamentos.
- Ambientes médicos: devido à sua facilidade de limpeza e ventilação.
- Estoques e almoxarifados: para organização de produtos.
- Garagens e oficinas: pela capacidade de suportar cargas pesadas.
- Espaços domésticos: como despensas e closets.

## Variações
Além do modelo tradicional, há versões com:
- Rodízios (para mobilidade)
- Cestos ou bandejas de arame
- Divisores internos
- Revestimentos especializados para ambientes úmidos

## Padrões de montagem
As prateleiras são mantidas por anéis plásticos ou metálicos que se encaixam em ranhuras numeradas nos postes verticais. Isso permite ajustar a altura das prateleiras em intervalos regulares (geralmente de 2,5 cm em 2,5 cm).

## Fabricantes
Embora a InterMetro continue sendo uma das marcas mais reconhecidas, há diversos fabricantes no mundo, incluindo:
- NSF International
- Seville Classics
- HDX (Home Depot)
- BestOffice